# Avenue des Fruitiers
L'avenue des Fruitiers est une voie de communication de Saint-Denis, dans le département de Seine-Saint-Denis, en France.

## Situation et accès
Orientée Nord-Sud, l'avenue est située dans la Plaine-Saint-Denis. Partant de la rue du Landy, elle forme le point de départ de la rue Langlier-Renaud, puis croise la rue Federico-Fellini, l'avenue François-Mitterrand, la rue André-Campra, et termine sur la rue Jean-Philippe-Rameau.

## Origine du nom

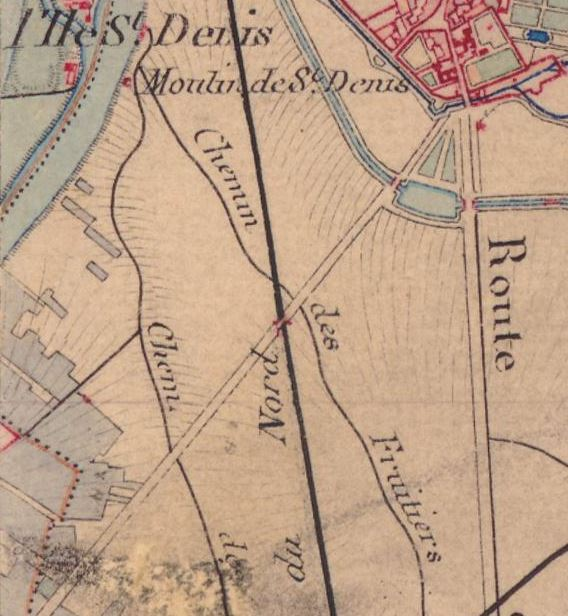
Tracé du chemin des Fruitiers sur la carte d'état-major, 1820-1866.

Cette route était jadis suivie par les fruitiers débarquant de l'ancien port de Saint-Denis et qui se rendaient à Paris pour vendre leur production.

## Historique

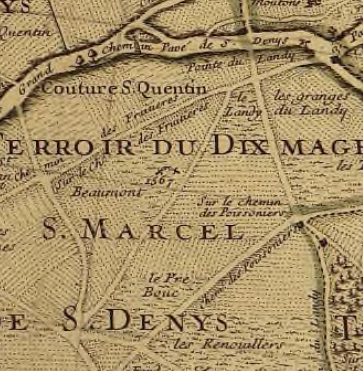
Plan du terroir de Saint-Denis. Le chemin des Fruitiers en 1707. Le nord se trouve sur le côté de la carte.

Le tracé de cette voie, dans le prolongement de la rue Saint-Denis, correspond à l'ancien itinéraire Paris-Rouen, le seul de la Seine-Saint-Denis à être mentionné sur la table de Peutinger et l’Itinéraire d’Antonin.
Elle apparaît sur le plan d'Inselin et Loriot en 1707, sous le vocable du Chemin des Fruitiers. Elle a gardé ce nom jusqu'en 1822 au moins.
En 1910, la société Cazeneuve, spécialisée dans la fabrication de machines-outils, y transfère ses ateliers parisiens, qui couvriront 1,2 hectare. Le site industriel est fermé en 1976, une partie deviendra le square des Acrobates, tandis qu'en 2011, est reconvertie une halle sur l’avenue du Président Wilson pour l'entreprise Veepee.
Sa transformation date de la réhabilitation de la Plaine-Saint-Denis au début des années 2000. Elle a aussi porté le nom de rue des Fruitiers.

## Projets
Dans le cadre de la ZAC Plaine-Saulnier, il existe un projet de prolongement de la rue sous forme d'une liaison piétonne qui consisterait en un percement de l'autoroute A86 afin de relier les deux quartiers coupés par l'autoroute.

## Bâtiments remarquables et lieux de mémoire
- Square des Acrobates
- Parc du Temps des Cerises[8], qui fait référence à une chanson de 1866.